# Nicky van Leuveren
Nicky van Leuveren (née le 20 mai 1990) est une athlète néerlandaise, spécialiste du 400 m.

## Carrière
En juin 2015, elle porte son record à 52 s 04 pour remporter la Première Ligue des Championnats d'Europe par équipes.

## Palmarès
| Date | Compétition           | Lieu      | Résultat | Épreuve   | Temps         |
| ---- | --------------------- | --------- | -------- | --------- | ------------- |
| 2016 | Championnats d'Europe | Amsterdam | 8e       | 400 m     | 52 s 76       |
| 2016 | Championnats d'Europe | Amsterdam | 6e       | 4 x 400 m | 3 min 29 s 23 |

## Records
| Épreuve | Épreuve   | Performance | Lieu      | Date            |
| ------- | --------- | ----------- | --------- | --------------- |
| 200 m   | Plein air | 23 s 42     | Louvain   | 8 août 2015     |
| 200 m   | En salle  | 23 s 39     | Apeldoorn | 28 février 2016 |
| 400 m   | Plein air | 52 s 02     | Amsterdam | 7 juillet 2016  |
| 400 m   | En salle  | 52 s 49     | Apeldoorn | 23 février 2014 |